# Guangzhou International Women's Open 2018
Guangzhou International Women's Open 2018 byl tenisový turnaj pořádaný jako součást ženského okruhu WTA Tour, který se hrál na otevřených dvorcích s tvrdým povrchem mezinárodního tenisového centra. Probíhal mezi 17. až 22. zářím 2018 v čínském Kantonu jako patnáctý ročník turnaje.
Turnaj s rozpočtem 250 000 dolarů patřil do kategorie WTA International Tournaments. Nejvýše nasazenou hráčkou ve dvouhře se stala třicátá třetí hráčka světa Alizé Cornetová z Francie, kterou v úvodním kole vyřadila Američanka Jennifer Bradyová. Jako poslední přímá účastnice do dvouhry nastoupila francouzská 125. hráčka žebříčku Fiona Ferrová.
Druhý singlový titul na okruhu WTA Tour získala 26letá Číňanka Wang Čchiang, která se poprvé v kariéře stala čínskou jedničkou. premiérový společný titul ve čtyřhře WTA vybojoval pár Australanek Monique Adamczaková a Jessica Mooreová.

## Distribuce bodů a finančních odměn

### Distribuce bodů
| Soutěž  | vítězky | finalistky | semifinalistky | čtvrtfinalistky | 16 v kole | 32 v kole | Q  | Q2 | Q1 |
| ------- | ------- | ---------- | -------------- | --------------- | --------- | --------- | -- | -- | -- |
| dvouhra | 280     | 180        | 110            | 60              | 30        | 1         | 18 | 12 | 1  |
| čtyřhra | 280     | 180        | 110            | 60              | 1         | —         | —  | —  | —  |

### Finanční odměny
| Soutěž                              | vítězky | finalistky | semifinalistky | čtvrtfinalistky | 16 v kole | 32 v kole | Q2     | Q1   |
| ----------------------------------- | ------- | ---------- | -------------- | --------------- | --------- | --------- | ------ | ---- |
| dvouhra                             | $43 000 | $21 400    | $11 500        | $6 175          | $3 400    | $2 100    | $1 020 | $600 |
| čtyřhra                             | $12 300 | $6 400     | $3 435         | $1 820          | $960      | —         | —      | —    |
| částka ve čtyřhře je uvedena na pár |         |            |                |                 |           |           |        |      |

## Ženská dvouhra

### Nasazení
| Stát                         | Hráčka               | WTA | Nasazení |
| ---------------------------- | -------------------- | --- | -------- |
| Francie                      | Alizé Cornetová      | 33. | 1.       |
| Čína                         | Čang Šuaj            | 40. | 2.       |
| Čína                         | Wang Čchiang         | 43. | 3.       |
| Srbsko                       | Aleksandra Krunićová | 51. | 4.       |
| Kazachstán                   | Julia Putincevová    | 55. | 5.       |
| Slovensko                    | Viktória Kužmová     | 58. | 6.       |
| Bělorusko                    | Věra Lapková         | 64. | 7.       |
| Čína                         | Čeng Saj-saj         | 76. | 8.       |
| Žebříček WTA k 10. září 2018 |                      |     |          |

### Jiné formy účasti
Následující hráčky obdržely divokou kartu do hlavní soutěže:
- Světlana Kuzněcovová
- Wang Sin-jü
- Wang Si-jü
- Věra Zvonarevová

Následující hráčky nastoupily do hlavní soutěže pod žebříčkovou ochranou:
- Vania Kingová
- Sabine Lisická

Následující hráčky si zajistily postup do hlavní soutěže v kvalifikaci:
- Lizette Cabrerová
- Kuo Chan-jü
- Ivana Jorović
- Deniz Chazaňuková
- Lu Ťia-ťing
- Karman Thandiová

Následující hráčka postoupila z kvalifikace jako tzv. šťastná poražená:
- Ču Lin

### Odhlášení
před zahájením turnaje
- Pcheng Šuaj → nahradila ji  Vania Kingová
- Rebecca Petersonová → nahradila ji  Magdalena Fręchová
- Aryna Sabalenková → nahradila ji  Fiona Ferrová
- Yanina Wickmayerová → nahradila ji  Viktorija Golubicová
- Čang Šuaj → nahradila ji  Ču Lin

v průběhu turnaje
- Jennifer Bradyová (poranění hlezna)[1]

### Skrečování
- Ana Bogdanová (viróza)[1]

## Ženská čtyřhra

### Nasazení
| Stát                                                                     | Hráčka               | Stát      | Hráčka               | WTA  | Nasazení |
| ------------------------------------------------------------------------ | -------------------- | --------- | -------------------- | ---- | -------- |
| USA                                                                      | Kaitlyn Christianová | USA       | Sabrina Santamariová | 108. | 1.       |
| Kazachstán                                                               | Galina Voskobojevová | Rusko     | Věra Zvonarevová     | 148. | 2.       |
| Austrálie                                                                | Monique Adamczaková  | Austrálie | Jessica Mooreová     | 149. | 3.       |
| Čína                                                                     | Ťiang Sin-jü         | Čína      | Tchang Čchien-chuej  | 235. | 4.       |
| Žebříček WTA k 10. září 2018; číslo je součtem umístění obou členek páru |                      |           |                      |      |          |

### Jiné formy účasti
Následující pár obdržel divokou kartu do hlavní soutěže:
- Ng Kwan-yau /  Čeng Saj-saj

## Přehled finále

### Ženská dvouhra
- Wang Čchiang vs.  Julia Putincevová, 6–1, 6–2

### Ženská čtyřhra
- Monique Adamczaková /  Jessica Mooreová vs.  Danka Kovinićová /  Věra Lapková,   4–6, 7–5, [10–4]